# 大索斯諾瓦區
57°32′31″N 53°53′53″E / 57.542°N 53.898°E
大索斯諾瓦區（俄语：Большесосновский район），是俄羅斯的一個區，位於該國中西部，由彼爾姆邊疆區負責管轄，始建於1924年3月18日，面積2,220平方公里，2010年人口13,215，人口密度每平方公里5.95人。